# Nances
Nances – miejscowość i gmina we Francji, w regionie Owernia-Rodan-Alpy, w departamencie Sabaudia.
Według danych na rok 1990 gminę zamieszkiwało 237 osób, a gęstość zaludnienia wynosiła 24 osób/km² (wśród 2880 gmin regionu Rodan-Alpy Nances plasuje się na 1391. miejscu pod względem liczby ludności, natomiast pod względem powierzchni na miejscu 1129.).